# MKEK MPT-76戰鬥步槍
MKEK MPT（MPT，意為：國家步兵步槍）是一款由土耳其Kalekalip公司所研製、國有工業製造公司機械與化學工業有限公司所生產的模塊化步枪，用以滿足土耳其军队的需求，並取代其老化的HK G3戰鬥步槍。分為兩種型號，分別發射5.56×45毫米北約口徑步槍子彈的MPT-55和7.62×51毫米北約口徑步槍子彈的MPT-76。MPT-55是突击步枪，而MPT-76則是戰鬥步槍。
MPT-76是專為粗野的高海拔地區、全天候極炎熱的天氣和極寒冷的山地戰，以及在比較簡易的地形的戰鬥而設計。現已證明它能夠在塵土飛揚、泥濘、潮濕，以及高和低氣壓區域，例如高山或深海環境以下操作。MKEK MPT能夠承受極端猛烈與粗暴的對待以後正常操作，而且仍然保持高精度和高可靠性，以證明它能夠在真正的戰場環境以下生存。安卡拉當局已經在該項目中投資了2,200萬美元。
2014年欧洲国际防务展，作為該槍的首次公開亮相；然後該槍又在2014年國際航空航天和防務展（ADEX 2014）和2014年國際國防工業展（MSPO 2014）以上展出。

## 設計和測試
2008年，土耳其机械和化学工业公司所生產的第一枝原型步槍是發射5.56×45毫米北約口徑步槍子彈的突擊步槍交付給土耳其軍隊測試以後，卻收到測試該槍的土耳其士兵的負面反饋意見，在報告上指出他們偏好具有擊倒能力更大、射程更遠的7.62×51毫米北約口徑步槍子彈的步槍，就像使用該彈藥並且在土耳其服役的G3A7制式步槍。在第一枝原型槍和設計師們開始重新研製並將步槍定位為戰鬥步槍而非突擊步槍以後，原擬議的Mehmetcik-1（也稱為MKEK-1）被取消。
2014年5月18日，首批200枝MPT-76交付軍方，並且收到了部隊方面的正面反饋意見。據報告步槍非常準確和可靠，並且具有令人印象深刻、與G3的所有分類相媲美的擊倒能力。土耳其軍隊計劃在整個2015年和2016年年底淘汰旗下所有的G3，並在2016年將MPT-76作為主要制式步槍。阿塞拜疆正計劃與土耳其合作生產部分步槍。
2015年，該槍開始其持續生產。該項目的初始階段將分為兩批，共生產35,014枝MPT-76。2015年6月，國有公司機械和化學工業委員會（MKEK）簽訂了初始階段的第一階段合同，生產共20,000支步槍組。2015年12月，再與當地Kalekalip公司簽約，生產第二批共15,014支步槍。
2017年1月，第一批步槍已準備好交付給土耳其軍隊。

## 設計細節
MPT-76是專門為所有強大的和無條件的戰鬥，而不影響精度而設計的。與库尔德斯坦工人党的衝突和土耳其軍隊在國家的東南邊境與伊拉克之間、有著極端氣候和地形的莽莽群山的地區中針對庫爾德工人黨的小規模反恐戰鬥中，浮現出對於這樣的步槍的需要。它的設計是以AR-15為藍本，但使用的導氣活塞氣動式則受到HK417的影響。它裝有MIL-STD-1913戰術導軌系統，可用以選裝下管式霰彈槍和榴彈發射器。
計劃中的MPT步槍的衍生型包括5.56×45毫米北約口徑和7.62×51毫米北約口徑版本，雖然如果土耳其軍隊會否採用前者等等都是未知的。另外還計劃生產MPT步槍的左、右手版本。

## 衍生型
以下是計劃生產的衍生型：
- MPT-76卡賓槍型，12英寸槍管
- MPT-76戰鬥步槍型，16英寸槍管
- MPT-76精確射手步槍型，20英寸槍管

### MPT-55
2017年5月，MKEK推出了MPT-76的5.56×45毫米北約口徑型，MPT-55。標準型為7.3磅（3.3公斤），裝有一根14.5英寸（370毫米）槍管，而縮短的卡賓槍型MPT-55K為6.6磅（3.0公斤），裝有一根11英寸（280毫米）槍管。土耳其計劃為其特種部隊採購20,000支小口徑型步槍以取代使用的HK416。

## 使用國
- 阿尔巴尼亚
- ：作為突厥民族的老鄉，要求參加該項目。訂購了數量未知的步槍，最終的用以服役意圖為全面採用。[25][26]
- 喀麦隆
- 利比亞
- 蒙特內哥羅
- 北賽普勒斯：接收到並且使用約2,500枝MPT-76。[27]
- 土耳其：首先接收到200枝MPT-76步槍。[6][16]2015年，從定購的35,000枝步槍的當中5,000枝將於年底伴隨著作出的多個生產的改變建議而交付，並發配給各特種部隊的單位。2016年11月，土耳其國防部副部長宣布，將為軍隊生產200,000枝初期低產量型。土耳其军队最終計劃於購入500,000枝步槍，這使得MPT將會成為土耳其軍隊所有的制式及戰鬥步槍，從而把老化的HK G3取代。[10]
- 塞内加尔
- ：索馬里共接收到450枝步槍，用以處理叛亂。[27]

## 潛在使用國
- 智利：曾表示有興趣完全採用該步槍服兵役。MPT吸引這些面臨著艱難的地域挑戰的潛在用戶。[28]
- 巴基斯坦[29]
- 美国：曾表示有興趣於特種作戰之中使用。[28]

此外，日本、沙特阿拉伯和韓國都曾表示對該步槍有興趣，但最終都沒有採用。

## 資料來源
1. 1 2  . TRT Haber.   [17 May 2014]. （原始内容存档于2014-05-16）.
2. 1 2  . Imageshack.   [30 May 2014]. （原始内容存档于2014-04-07）.
3. 1 2 3 4 5  . Militaryphotos.   [17 May 2014]. （原始内容存档于2014年4月7日）.
4. 1 2 3 4 5 6 7  . Hürriyet.   [17 May 2014]. （原始内容存档于2015-02-07）.
5. ↑  . NAVDEX.   [2015-02-25]. （原始内容存档于2015-02-25）.
6. 1 2  .   [2014-09-20]. （原始内容存档于2014-07-20）.
7. 1 2  .   [2015-08-03]. （原始内容存档于2015-07-19）.
8. ↑  .   [2015-08-03]. （原始内容存档于2013-10-23）.
9. ↑  . TRT Türk.   [17 May 2014]. （原始内容存档于2014年5月18日）.
10. 1 2 3 4  Nicholas de Larrinaga. . Jane's 360. 2014-06-18  [2015-02-25]. （原始内容存档于2015-02-11）.
11. 1 2  .   [2015-08-27]. （原始内容存档于2015-02-25）.
12. ↑  .   [2015-08-27]. （原始内容存档于2015-02-25）.
13. ↑  .   [2015-08-27]. （原始内容存档于2014-10-06）.
14. ↑  .   [2009-09-11]. （原始内容存档于2010-01-04）.
15. ↑  .   [2015-11-24]. （原始内容存档于2015-02-25）.
16. 1 2  .   [2015-11-24]. （原始内容存档于2015-02-06）.
17. ↑  . The Firearm Blog.   [17 May 2014]. （原始内容存档于2018-07-12）.
18. ↑  . www.janes.com.   [2016-04-21]. （原始内容存档于2016-06-22）.
19. 1 2  . www.janes.com.   [2016-04-21]. （原始内容存档于2016-05-30）.
20. ↑  . The Firearm Blog.   [28 February 2017]. （原始内容存档于2017-03-01）.
21. ↑  .   [2015-11-24]. （原始内容存档于2015-02-25）.
22. ↑  .   [2015-11-24]. （原始内容存档于2015-09-23）.
23. 1 2 3  .   [2015-11-24]. （原始内容存档于2015-02-19）.
24. ↑  IDEF 2017- MKEK Introduces 5.56x45mm MPT-55 Rifle （页面存档备份，存于） - Thefirearmblog.com, 22 May 2017
25. ↑  .   [2017-12-25]. （原始内容存档于2015-07-02）.
26. ↑  .   [2016-06-09]. （原始内容存档于2016-06-15）.
27. 1 2  .   [2017-12-25]. （原始内容存档于2017-10-31）.
28. 1 2  .   [2016-06-09]. （原始内容存档于2016-06-15）.
29. ↑  .   [2017-12-24]. （原始内容存档于2017-10-29）.
30. ↑  . http://onedio.com.   [21 July 2014]. （原始内容存档于2020-11-29）. 外部链接存在于|website= (帮助)

## 外部連結
- （英文）—YouTube上的MİLLİ PİYADE TÜFEĞİ MPT 76 HAZIR（testing video）
- （英文）—Modern Firearms—MKEK MPT-76 Mehmetçik-2 automatic rifle （页面存档备份，存于）
- （英文）—The Firearm Blog.com—
  - The new Turkish MKEK Mehmecik MPT-76 National Rifle （页面存档备份，存于）
  - MPT-76 Production Begins In Turkey, MAC Takes a Look （页面存档备份，存于）
  - Turkey orders more MPT-76 service rifles （页面存档备份，存于）
  - New rifle from MKE. MPT-76 in 7,62×51 NATO and the MP5 clones at IWA （页面存档备份，存于）
- （英文）—Tactical-Life.com－9 New Tactical Rifles and Pistols For 2016 （页面存档备份，存于）
- （英文）—IHS Jane's 360－Eurosatory 2014: MKEK delivers first MPT-76 rifles to Turkey Archive.today的存檔，存档日期2014-09-20
- （英文）—LockerDome－The new Turkish MKEK Mehmecik MPT-76 National Rifle （页面存档备份，存于）